# Pseudonapomyza andorrensis
Pseudonapomyza andorrensis és una espècie de dípter braquícer de la família Agromyzidae que es va descobrir a Andorra (Andorra, Santa Coloma, Vall del Roc de Sant Vicenç, prop del riu d‘Enclar, 1050 m a.s.l.) l'any 2006 per Miloš Černý. Així mateix, ara com ara només s'han documentat observacions al Principat d'Andorra.